# Aphestia annulipes
Aphestia annulipes là một loài ruồi trong họ Asilidae. Aphestia annulipes được Macquart miêu tả năm 1838.